# Rue du Fourneau
La rue du Fourneau est une artère ancienne de la section de Grivegnée dans la ville belge de Liège.

## Histoire
La rue du Fourneau est une voie ancienne de Grivegnée. La présence de fourneaux est avérée dans le quartier dès le XVIe siècle. L'histoire de cette artère a été longtemps liée à la présence de la S.A. des Usines à Cuivre et à Zinc de Liège opérationnelle de 1882 à 1992 et implantée du côté ouest de la rue sur une superficie couverte de plus de 6 ha aujourd'hui occupée par plusieurs entreprises.

## Description
Avec une longueur d'environ 455 m, cette rue relie la place de la Liberté et le quartier de Grivegnée-Bas au quai des Ardennes, en rive droite de l'Ourthe. Elle se prolonge par le pont des Grosses Battes. Elle compte une trentaine d'immeubles. La rue, en légère descente depuis la place de la Liberté comprend quelques courbes. Elle franchit un étroit bras secondaire de l'Ourthe le long de l'impasse Simonis.

## Architecture et patrimoine
Cette ancienne rue possède quatre bâtiments repris à l'inventaire du patrimoine immobilier culturel de la Wallonie :
- la maison sise au no 28 construite au cours de la première moitié du XIXe siècle[1],
- les immeubles voisins situés aux nos 40[2] et 42[3] ont été bâties au début du XVIIIe siècle,
- dissimulé à l'intérieur d'un îlot boisé, le château Posson (délabré) a été érigé vers 1780 par Guillaume Posson dans le style néo-classique[4].

## Rues adjacentes
- Rue Belvaux
- Rue Vinâve
- Place de la Liberté
- Rue du Travail
- Impasse Simonis
- Quai des Ardennes
- Pont des Grosses Battes

### Source et bibliographie
- Yannik Delairesse et Michel Elsdorf, Le nouveau livre des rues de Liège, Liège, Noir Dessin Production, décembre 2008, 2e éd. (1re éd. 2001), 512 p. (ISBN 978-2-87351-143-2 et 2-87351-143-5, présentation en ligne), page 114